# Mandel-Pfirsich
Der Mandel-Pfirsich (Prunus ×persicoides (Ser.) M.Vilm. & Bois, Synonym: Prunus × amygdalopersica (Weston) Rehder) ist eine Kreuzung zwischen der Mandel (Prunus dulcis) und dem Pfirsich (Prunus persica).

## Erscheinungsbild
Der Mandel-Pfirsich ist abhängig von der Veredlungshöhe ein Baum oder Strauch mit verdornenden Kurztrieben. Die Blätter sind lanzettlich, wie bei der Mandel (Prunus dulcis), aber schärfer gesägt. Die Blüten weisen einen Durchmesser von 4 bis 5 Zentimeter auf, hellrosa mit dunkler Mitte. Er blüht im April. Die Früchte ähneln denen des Pfirsich, sind aber trockenfleischig.

## Verwendung
Diese Hybride ist selten und wird wegen der dekorativen Blüten und als Bienennährpflanze kultiviert.